# Бруно IV (Изенбург-Браунсберг)
Бруно IV фон Изенбург-Браунсберг (на немски: Bruno IV von Isenburg-Braunsberg; * ок. 1305; † 23 август 1325) е граф на Изенбург-Браунсберг и граф на Вид.

## Произход
Той е син на Йохан I фон Изенбург-Браунсберг († 1327) и първата му съпруга Агнес фон Изенбург-Гренцау († 1314), дъщеря на Салетин II фон Изенбург и Кемпених и Агнес фон Рункел.

## Фамилия
Бруно IV се жени пр. 10 януари 1306 г. за Хайлвиг фон Катценелнбоген († сл. 11 ноември 1346), дъщеря на граф Вилхелм I фон Катценелнбоген († 1331) и първата му съпруга Ирмгард фон Изенбург-Бюдинген († 1333). Те имат един син:
- Вилхелм I († 1383), граф на Изенбург-Браунсберг-Вид 1338, женен I. 1329 г. (развод 1351) за Агнес фон Вирнебург († 1352), II. 1352 г. за принцеса Йохана фон Юлих († 1367), III. пр. 11 ноември 1362 г. за Лиза фон Изенбург-Аренфелс († 1403)